# До (Горња Гарона)
До (фр. Daux) насеље је и општина у јужној Француској у региону Миди Пирене, у департману Горња Гарона која припада префектури Тулуз.
По подацима из 2011. године у општини је живело 2031 становника, а густина насељености је износила 120,32 становника/km². Општина се простире на површини од 16,88 km². Налази се на средњој надморској висини од 176 метара (максималној 193 m, а минималној 119 m).

## Демографија
| 1962. | 1968. | 1975. | 1982. | 1990. | 1999. | 2011. |
| ----- | ----- | ----- | ----- | ----- | ----- | ----- |
| 479   | 577   | 785   | 1.059 | 1.144 | 1.253 | 2.031 |

График промене броја становника у току последњих година